# Список умерших в 882 году

## Январь
- 20 января — Людовик III Младший, король Аквитании (под именем Людовик II) (852—855), король Франконии, Тюрингии и Саксонии (865—882), король Баварии (880—882), король Лотарингии (876—882)[1].

## Март
- 22 марта — Конрад, граф Парижа (866—882), граф Санса (866—882)[2].

## Апрель
- 11 апреля — Вала, епископ Меца (876—882)[3].

## Август
- 5 августа — Людовик III, король Западно-Франкского королевства (Франции) (879—882)[4].

## Декабрь
- 7 декабря — Аббон, епископ Невера (860—882)[5].
- 16 декабря — Иоанн VIII, Папа Римский (872—882)[6].
- 21 декабря — Гинкмар, архиепископ Реймса (845—882), наиболее влиятельный церковный и государственный деятель эпохи Каролингского возрождения[7].

## Дата смерти неизвестна или требует уточнения
- Аскольд, согласно летописи, киевский князь (по одной из версий — правил совместно с Диром)[8].
- Гуарам Мампали, князь из династии Багратионов.
- Дир,согласно летописи, киевский князь (864—882) (по одной из версий — правил совместно с Аскольдом)[8].
- Евдокия Ингерина, византийская императрица (867—882).
- Иларион Грузинский, святой[9].
- Кадвейтиан, лорд Гвилсфилда, Брониарта и Деутура (до 882)[10].
- Конхобар мак Тайдг Мор, король Коннахта (848—882).
- Рёрик Ютландский, датский конунг.
- Эрик Анундсон, шведский конунг[11].